# 蔡建林
蔡建林（1965年7月23日—），上海人，是已退役的中国足球守门员，现任杭州绿城守门员教练。
比蔡建林年长三岁的上海门将张惠康，是中国足球乃至亚洲足坛八十年代末最著名的门将，而蔡建林则成为他的长期替补。1990年代初，蔡建林终于成为上海队和上海申花的主力门将，虽然不时面临偶有出色发挥的贾春华的挑战，但基本是球队首选。
1994年，球队从俄罗斯招揽的外援门将库茨惨遭1：6主场负于广州太阳神的经历，蔡建林也成为实际上的唯一选择。但是到了1995年，新的外援门将高佳凭借出色表现，占稳了主力位置，蔡建林直到1996年高佳状态下降才重新成为首选。1997年，申花签下第三位外援门将瓦列里，蔡建林再次成为替补。
1998年，32岁的蔡建林正式决定退役，此后曾经担任申花的守门员教练。